# За тебя, Родина-мать!
«За тебя, Родина-мать!» — десятый студийный альбом группы «Любэ», выпущенный в 2015 году. Был записан к 25-летию группы. Презентация альбома состоялась 23 февраля 2015 года на сцене «Крокус Сити Холл» в Москве, где группа выступила с концертной программой «Комбат». Слушатели тепло приняли альбом. Такие песни как «За тебя, Родина-Мать!», «Долго», «Все зависит от Бога и немного от нас», и «Просто любовь» удостоились награды Золотой граммофон. В 2013 г. песня «Долго» попала в 20-ку самых ротируемых синглов, заняв 12-е место, a в 2015 г. – песня «Все зависит от Бога и немного от нас», заняв 9-е место.
Альбом стал последним для бас-гитариста Павла Усанова. Немногим более года спустя он был сильно избит, в результате чего получил сильную черепно-мозговую травму. После долгой комы он скончался не приходя в сознание.

## Название и содержание
7 февраля 2014 года, в день открытия Олимпиады в г. Сочи, группа «Любэ» представила новую песню «За тебя, Родина-мать» которая была записана к Олимпиаде-2014.
Хочется поднять утраченную сегодня эстетику патриотической песни прошлых лет — рассказал продюсер группы и композитор Игорь Матвиенко —  Половина альбома – задушевные песни, половина – плакатно-патриотические. «За тебя, Родина-мать» – именно такая.
15 марта 2014 года в СК «Олимпийский» прошёл юбилейный концерт, посвященный 25-летию группы «Любэ», на котором были представлены некоторые новые песни: «За тебя, Родина-мать», «Всё зависит от Бога и немного от нас», «Гимн Родине». Эти песни исполнялись группой и на концертах, во время гастролей по стране.
В ноябре-декабре 2014 года на прошедших концертах в Якутске и Калуге были представлены две новые песни из будущего альбома: «За бортом» и «Восточный фронт».
17 февраля 2015 года, незадолго до премьеры альбома, продюсер группы Игорь Матвиенко и солист Николай Расторгуев дали интервью информационному агентству «InterMedia», в котором рассказали о новом альбоме. Заглавная песня «За тебя, Родина-мать» была записана к олимпиаде в Сочи 2014 года, но она не вошла в трек-лист церемоний открытия и закрытия олимпиады:
23 февраля – особенный день не только для страны в целом, но и для нашей группы, и дата релиза выбрана неслучайно, — рассказывает композитор Игорь Матвиенко — Но мы сначала почти на шесть месяцев «ушли» в работу над музыкальным оформлением Церемоний открытия и закрытия Олимпиады в Сочи, а потом, впервые в истории коллектива, столкнулись с проблемой оформления диска. Пока искали варианты, я сочинил ещё несколько песен и мы подумали, что будет логичным расширить трек-лист.
На обложке «За тебя, Родина-мать!» изображена рука с микрофоном в форме гранаты.
Музыка – это наше оружие, — говорит Николай Расторгуев — Мы не торопились с выпуском альбома, запись продолжалась около двух лет. Работали в своё удовольствие, по мере поступления нового материала, и буквально за две недели до релиза Игорь Матвиенко написал песню "Якоря», которая вошла в уже практически готовый альбом.
Новый альбом был выпущен сразу на нескольких носителях: на виниле, в традиционном CD-варианте, а также его можно скачать на iTunes.

## Рецензии
Алексей Мажаев пишет: 
…Со стилизацией того, чего от неё ждут высокопоставленные поклонники, группа справилась на все сто. Помимо заглавной композиции, здесь есть «Гимн Родине», записанный с детским хором, песни под названиями «Сталинград», «Товарищ» и «Всё зависит от Бога и немного от нас», а также mash-up «Давай» и «Не валяй дурака, Америка», который вновь выглядит как шутка, но такая, угрожающая. Немного удивляет, что «Восточный фронт» в одноимённой композиции открывает небо, однако всё встаёт на свои места, когда герои песни запевают «Катюшу». Есть также произведения о людях героических профессий, две тягучие композиции про любовь и стилизованная с помощью гармони и жаргонизмов под дворовый шансон «Всё путём».

Музыкальный критик Гуру Кен в своей рецензии к альбому отмечает: 
«Гимн Родине» который своим сталинистским хоровым пафосом и барабанной дробью настолько задавил и Расторгуева, и присоединившегося к нему Умханова, что их недооперный вокал стал казаться откровенно издевательским и карикатурным. «Сталинград», отсылающий к аранжировкам одновременно Depeche Mode и Би-2, тоже саморазрушающаяся конструкция.
К остальным песням «Любэ» критик отзывается тепло: 
Трек «За тебя, Родина-мать!», где «И за страну трижды ура!». Трек «За бортом». Романс «Долго» – Расторгуев вытягивает его на должные высоты. Трек «Якоря», которые пропитаны светло-романтичным духом 60-х, а это дорогого стоит. — утверждает критик.

В завершении Гуру Кен отметил: 
Альбом слишком уж слеплен из разного теста. Как юбилейный грандиозный альбом — это провал. А вот как новый альбом «Любэ» (выкинув из него все помпезности) — крепок и даже разносторонен.
Борис Барабанов о новых песнях «Любэ», о том, что альбом группы не считает госзаказом: 
С благосклонностью вождей у них всё давно в порядке. Тут не столько группа сочиняет на злобу дня, сколько жизнь догоняет её песни.
В альбоме "За тебя, Родина-мать!" Игорь Матвиенко продолжает препарировать советское подсознательное на лирическом материале. И здесь речь не о ностальгии, а о том, как вполне конкретный, найденный в прошлом веке набор гармоний, фонем и смысловых структур создает национальную мифологию гораздо эффективнее, чем те, кому на это отпущены бюджеты. Эпохальная находка продюсера Матвиенко и поэтов, сочиняющих для "Любэ", — это объединение в одном художественном поле советского и православного образного ряда. Может быть, "Любэ" — вообще единственный контекст, в котором это сочетание не режет ухо.

## Список композиций
Вся музыка написана Игорем Матвиенко, кроме: 8 (использованы музыка и слова песни «Катюша» — музыка: Матвей Блантер, слова: Михаил Исаковский).
| №                   | Название                                 | Текст песни                         | Длительность |
| ------------------- | ---------------------------------------- | ----------------------------------- | ------------ |
| 1.                  | «За тебя, Родина-мать»                   | Игорь Матвиенко                     | 3:50         |
| 2.                  | «За бортом»                              | Джахан Поллыева                     | 4:21         |
| 3.                  | «Долго»                                  | Ольга Ровная                        | 2:38         |
| 4.                  | «Якоря»                                  | Игорь Матвиенко                     | 3:53         |
| 5.                  | «Всё путём»                              | Михаил Андреев                      | 2:11         |
| 6.                  | «Просто любовь» (OST «Август. Восьмого») | Александр Шаганов, Эдуард Коган     | 3:14         |
| 7.                  | «Всё зависит от Бога и немного от нас»   | Александр Шаганов, Эдуард Коган     | 3:49         |
| 8.                  | «Восточный фронт»                        | Константин Арсенев, Игорь Матвиенко | 4:17         |
| 9.                  | «Товарищ»                                | Николай Туроверов                   | 3:03         |
| 10.                 | «Сталинград»                             | Константин Арсенев                  | 3:40         |
| 11.                 | «Гимн Родине»                            | Александр Шаганов                   | 4:01         |
| 12.                 | «Давай, не валяй…»                       | Александр Шаганов                   | 2:57         |
| Общая длительность: | Общая длительность:                      | Общая длительность:                 | 41:54        |

Переиздания:
Юбилейное издание, выпущенное к 25-летию группы без изменения треклиста альбома. Издание выпущено на LP-носителях (виниловая пластинка) и на CD в 2015 г.

## Ранние версии песен
- Песня «За тебя, Родина-мать!» изначально записывалась в дуэте с Игорем Матвиенко, к Олимпиаде-2014 в Сочи. Первый вариант имел слова «Чашу огня выше поднять, за тебя, Родина-мать» (релиз: 10 февраля 2014 г.)[11];
- Песня «Долго» в период своего выхода исполнялась Николаем Расторгуевым в дуэте с Екатериной Гусевой (релиз: февраль 2012 г.), а позже с Людмилой Соколовой (релиз: февраль 2013 г.). Альбомный вариант исполняется сольно Любэ;
- Песня «Просто любовь» в первоначальном варианте исполнялась вместе с группой Корни и In2Nation (релиз: февраль 2012 г. в составе сборника «55»). В окончательном варианте песни вокальная партия In2Nation отсутствует, оставшиеся перераспределены и исполняются преимущественно "Любэ";
- У песни «Восточный фронт» изначально был другой текст, в котором отсутствовала украинская тема[12]. Интересно, что на вкладыше к диску песня описывается, как не связанная с войной на Украине, поскольку была написана задолго до её начала;
- Песня «Сталинград» в первоначальном варианте называлась «Побеждать» (без вступления Светланы Назаренко из «Города 312») и исполнялась Любэ с Игорем Матвиенко и группой Мобильные блондинки с другим текстом как саундтрек к реалити-шоу «Специальное задание» (релиз: ноябрь 2011 года).

## Участники записи

### Любэ
- Игорь Матвиенко — художественный руководитель, композитор
- Николай Расторгуев — вокал, гитара, акустическая гитара
- Виталий Локтев — клавишные инструменты, баян
- Сергей Перегуда — соло-гитара
- Павел Усанов — бас-гитара
- Александр Ерохин — ударные инструменты
- Алексей Тарасов, Павел Сучков, Алексей Кантур — бэк-вокал
- Николай Цветков — звукорежиссёр
- Сергей Корольков, Сергей Толоконников — техники
- Юрий Земский, Ирина Масленникова — административная группа
- Олег Головко — директор группы

### Дополнительные музыканты
- Ая ("Город 312") — вокал (10)
- Шарип Умханов — вокал (11)
- Игорь Матвиенко — вокал (8)
- Группа "Корни" — вокал (6)
- Группа In2nation — вокал (6)
- Платон Греков — бэк-вокал (6)
- Александр Ерохин — текст за кадром (5)
- Юрий Цалер — гитара (7, 10)
- Сергей Шанглеров — гитара (1, 2, 4, 8, 9)
- Николай Девлет-Кильдеев — гитара (11)
- Вадим Эйленкриг — труба (2)
- Александр Кульков — ударные инструменты (7, 8, 9)
- Борис Ионов — ударные инструменты (1, 2, 11)
- Виталий Иванченко — ударные инструменты (11)
- Ансамбль песни и пляски Российской армии имени А. В. Александрова (директор — Засл. деятель искусств РФ Л. Малев, х/р — Засл. работник культуры РФ Г. К. Саченюк) (11)
- Академический большой хор «Мастера хорового пения» Российского государственного музыкального телерадиоцентра (х/р и гл. дирижёр — Народный артист РФ, профессор Л. Конторович) (11)
- «Moscow Media Orchestra» (руководитель — С. Медведева) (11)
- Московский Молодёжный камерный оркестр (п/у Засл. деятеля искусств РФ, профессора В. Вороны) — (4)

### Производство
- Игорь Матвиенко — продюсер, аранжировка
- Игорь Полонский — сопродюсер, аранжировка
- Артем Васильев — оркестровка (4, 11)
- Алексей Лесников — запись (10)
- D.J. Ivanov — аранжировка, продакшн (12)
- Запись и сведение: студия музыкальной академии Матвиенко (М. А. М. А), г. Москва, август 2013 — февраль 2015
- Звукорежиссёры: В. Овчинников, Я. Миренский
- Сведение, мастеринг — В. Овчинников
- Дизайн: студия «DirectDesign», иллюстратор — М. Шибаева

## Награды и номинации
| Год  | Награда           | Номинированная работа                   | Результат |
| ---- | ----------------- | --------------------------------------- | --------- |
| 2012 | Золотой граммофон | «Просто любовь»                         | Победа    |
| 2013 | Золотой граммофон | «Долго»                                 | Победа    |
| 2014 | Золотой граммофон | «За тебя, Родина-Мать!»                 | Победа    |
| 2015 | Шансон года       | «Все зависит от Бога, и немного от нас» | Номинация |
| 2015 | Золотой граммофон | «Все зависит от Бога, и немного от нас» | Победа    |
| 2016 | Шансон года       | «Всё путём»                             | Номинация |
| 2016 | Шансон года       | «Якоря»                                 | Победа    |